# Disclaimer (album)
Disclaimer è il secondo album della band post-grunge sudafricana Seether, pubblicato nel 2002; il primo dopo il cambio di nome del gruppo.

## Tracce
1. Gasoline – 2:49
2. 69 Tea – 3:31
3. Fine Again – 4:04
4. Needles – 3:25
5. Driven Under – 4:33
6. Pride – 4:09
7. Sympathetic – 4:08
8. Your Bore – 3:52
9. Fade Away – 3:52
10. Pig – 3:20
11. Fuck It – 2:58
12. Broken – 4:20